# Polycelis nigra
Polycelis nigra är en plattmaskart som först beskrevs av Mueller 1774.  Polycelis nigra ingår i släktet Polycelis och familjen Planariidae. Arten har ej påträffats i Sverige. Inga underarter finns listade i Catalogue of Life.